# Croglin
Croglin – wieś w Anglii, w Kumbrii. Leży 22 km na południowy wschód od miasta Carlisle i 403 km na północny zachód od Londynu.